# David Provan
David Alexander "Davie" Provan (født 8. maj 1956 i Gourock, Skotland) er en tidligere skotsk fodboldspiller (kantspiller).
Provan tilbrage hele sin karriere i hjemlandet, hvor han var tilknyttet henholdsvis Kilmarnock og Celtic. Hos Celtic var han med til at vinde hele fire skotske mesterskaber, inden han grundet sygdom måtte indstille sin karriere allerede som 31-årig. Han nåede i alt at spille 326 kampe i den skotske liga.
Provan spillede desuden ti kampe og scorede ét mål for det skotske landshold. Hans første landskamp var et opgør mod Belgien 21. november 1979, hans sidste en kamp mod Nordirland 28. april 1982. Han var en del af den skotske trup til VM i 1982 i Spanien, men sad på bænken i samtlige landets tre kampe i turneringen.

## Titler
Skotsk mesterskab
- 1979, 1981, 1982 og 1986 med Celtic

Skotsk FA Cup
- 1980 og 1985 med Celtic

Skotsk Liga Cup
- 1982 med Celtic